# Kanton Frontignan
Frontignan is een kanton van het Franse departement Hérault. Het kanton maakt deel uit van het arrondissement Montpellier.

## Gemeenten

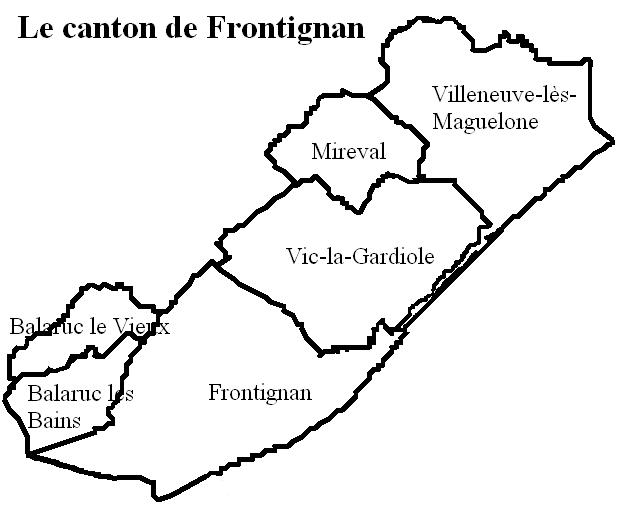
Ligging van gemeenten in het kanton tot 2014

Het kanton Frontignan omvatte tot 2014 de volgende gemeenten:
- Balaruc-les-Bains
- Balaruc-le-Vieux
- Frontignan (hoofdplaats)
- Mireval
- Vic-la-Gardiole
- Villeneuve-lès-Maguelone

Bij de herindeling van de kantons door het decreet van 26 februari 2014, met uitwerking op 22 maart 2015 werd 
Villeneuve-lès-Maguelone overgedragen naar het kanton Pignan en werd de gemeente Gigean aan het kanton toegevoegd.